# Kindred Spirits
Kindred Spirits  è il quarto album in studio del gruppo folk metal nordirlandese Waylander.

## Tracce
1. Echoes of the Sidhe – 6:09
2. Lámh Dearg – 7:00
3. Twin Fires of Beltíne – 5:49
4. Of Fear and Fury – 6:48
5. Grave of Giants – 2:14
6. A Path Well Trodden – 6:07
7. Quest for Immortality – 5:38
8. Erdath – 7:26
9. Kindred Spirits – 6:37

## Formazione

### Gruppo
- Ard Chieftain O'Hagan - voce
- Tor Dennison - chitarra elettrica e chitarra acustica
- Saul McMichael - chitarra
- Michael Proctor - basso e voce addizionale
- Den Ferran - batteria, percussioni e voce addizionale
- Dave Briggs - tin whistle, bodhrán bouzouki e voce addizionale